# 쇼와 난카이 지진
쇼와 난카이 지진(昭和南海地震 쇼와난카이지신[*])은 1946년 12월 21일 4시 19분 시오노미사키곶 남쪽 앞바다 78km 지점에서 일어난 일본 기상청 규모 Mj8.0(모멘트 규모 Mw8.4)의 지진이다. 1946년 난카이 지진(1946年南海地震)이나 일본에선 짧게 난카이 지진(南海地震)이라고도 한다. 필리핀해판이 유라시아판 아래로 침강하면서 만들어진 난카이 해곡을 따라 일어난 전형적인 해구형지진이다. 이 지진으로 서남일본 지역이 쓰나미의 피해를 입었다.
난카이 해곡에선 주기적으로 거대지진이 일어나고 있으며, 안세이 난카이 지진이 일어난 지 92년 만에 일어난 지진이다. 또한 난카이 지진 2년 전인 1944년엔 쇼와 도난카이 지진이 일어났다. 도난카이 지진이 일어난 후 이마무라 아키쓰네는 "호에이 지진과 안세이 도카이/난카이 지진은 도카이에서 난카이까지 광범위한 단층이 있었으나 (1944년의 지진은) 도카이도 방면만 단층이 생겨 난카이 지역 단층도 주시해야 한다"고 주장하였으나 이에 주목한 사람은 없었다.
1940년대 일본에는 1943년 돗토리 지진, 1945년 미카와 지진 등 사망자 1,000명인 지진이 잇달아 일어나 이를 묶어 태평양 전쟁 종전 전후 4대 지진이라 부른다.

## 진도

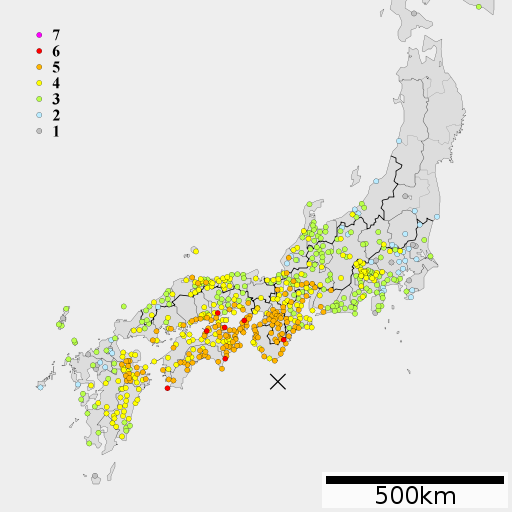
일본 각지의 관측소에서 관측한 진도를 표시한 지도

일본 기상청 진도 계급 기준 진도4 이상을 느낀 지역은 다음과 같다.
| 진도 | 지방          | 관측소                                                                         |
| ---- | ------------- | ------------------------------------------------------------------------------ |
| 6    | (위탁관측소)  | 사이다이지・오쿠구마노・고제・쓰다・시모타카세・노네・하하지마섬(오키노시마섬) |
| 5    | 호쿠리쿠 지방 | 후쿠이시                                                                       |
| 5    | 도카이 지방   | 기후시・쓰시・오와세시                                                         |
| 5    | 긴키 지방     | 히코네시・스모토시・가시하라시・와카야마시・구시모토정                         |
| 5    | 주고쿠 지방   | 사카이미나토시                                                                 |
| 5    | 시코쿠 지방   | 도쿠시마시・다카마쓰시・다도쓰정・무로토시・고치시・스쿠모시                   |
| 5    | 규슈 지방     | 오이타시                                                                       |
| 4    | 간토 지방     | 구마가야시                                                                     |
| 4    | 고신 지방     | 고후시・스와시・이다시                                                         |
| 4    | 호쿠리쿠 지방 | 조에쓰시・쓰루가시                                                             |
| 4    | 도카이 지방   | 나고야시・가메야마시・이가시                                                   |
| 4    | 긴키 지방     | 미야즈시・교토시・오사카시・고베시                                             |
| 4    | 주고쿠 지방   | 돗토리시・요나고시・마쓰에시・하마다시・오키노시마정・오카야마시・후쿠야마시   |
| 4    | 시코쿠 지방   | 마쓰야마시・우와지마시                                                         |
| 4    | 규슈 지방     | 운젠시・미나미아소촌・구마모토시・히토요시시・미야자키시                       |

고치 기상소에 기록된 진동 시간은 약 9분이었으나 매우 심하게 흔들린 시간은 약 1-2분 정도이다. 하지만 실제 지진을 경험한 사람의 증언에 따르면 9분간 강하게 흔들렸다는 말이 나와 이는 지진에 대한 공포심으로 길게 느낀 것으로 추정한다. 고치에서 느낀 초기 지진 미동은 18.2초이다.
일본 중앙기상대가 관측한 최대 진동은 진도5(강진)으로, 시코쿠에서부터 기이반도, 도카이 지방, 호쿠리쿠 지방, 사카이미나토, 오이타 지방 등 광범위한 범위에서 강한 진동을 느꼈다. 홋카이도의 모리정에선 진도1(미진)을, 우라카와정에선 진도3(약진)을 기록했다. 또한 위탁관측소의 기록에선 시코쿠에서 아와지섬, 기이반도 일부에서 진도6(열진)을 느꼈다고 보고했다.

## 지진의 특징

### 규모
일본 기상청 규모(Mj)는 8.0을 기록하였다. 약 20초 주기의 표면파 규모는 Ms8.2이며, 모멘트 규모(Mw)는 8.1에서 최대 8.4로 추정된다. 쇼와 난카이 지진의 규모는 다른 시대의 난카이 지진과 비교했을 때 규모가 작은 편이다.
지진 단층의 매개변수는 길이 L=120km, 폭 W=80km, 미끄럼량 D=3.1m 또는 L=150km, W=70km, D=6.0m(도사만)과 L=150km, W=70km, D=3.0m(기이 수도) 2개로 나눠진다는 설이 있다. 지진 모멘트 M0은 1.5×1021N·m나 4.7×1021N·m, 5.3×1021N·m 등으로 추정하고 있다. 지진 모멘트 값이 추정치마다 최대 3배 정도 다르지만, 히로 카나모리의 최소추정치는 1944년 도난카이 지진과 같은 추정치로 지상에서 지각변동 측정 결과 30-50% 정도 큰 단층으로 추정된다고 밝혔고 마사타카 안도의 추정치는 해구 진원역은 고각도의 단층이 생겨 주단층의 지진 모멘트가 30% 정도 적을 수 있다는 오차 범위가 큰 추정치라 밝혔다.

### 진원기구 분석

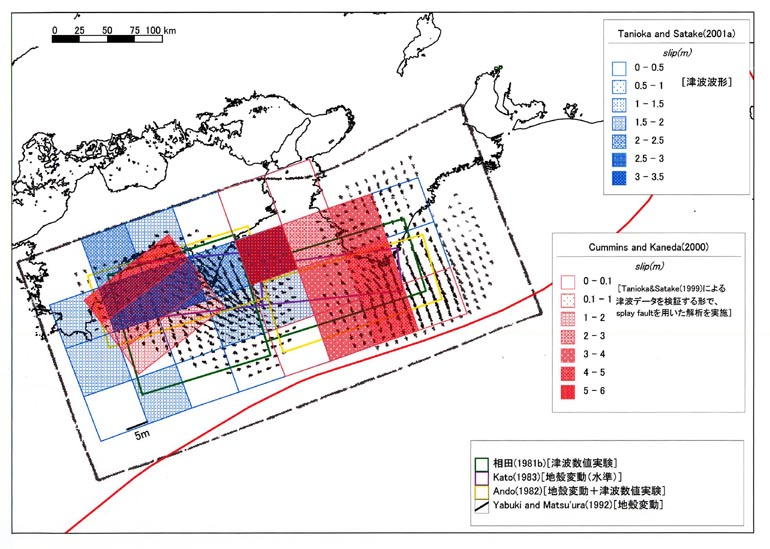
쇼와 난카이 지진의 주요 단층 모델

쇼와 난카이 지진은 단순 판 경계간 지진이 아닌 분기단층(splay fault)이 미끄러져 일어난 복합지진으로, 판 경계의 파괴는 기이반도 해역에서 시작하여 무로토곶 동쪽 해역에서 끝났으나 무로토곶 서쪽의 분기단층이 연속해서 계속 미끄러졌다. 무로토곶 해역에서 단층 파괴가 바뀐 지점에선 1999년 지질 조사를 통해 높이 약 3km, 폭 50km 정도로 침강한 해산이 존재한다는 것이 밝혀졌다.
지진 파형을 기반으로 한 추정에선 최초 시오노미사키곶 남쪽 50km 해역 지점에서 사건1(규모 M6 정도)이 일어난 후 북북서쪽으로 단층 파괴가 전달되며 16초후 기이 수도 해역에서 판 경계간 미끄럼인 사건2(규모 M8.0 정도)가 일어나 서쪽으로 파괴가 전달되어 53초 후 도사만에 있는 분기단층이 미끄러지는 사건3(규모 M8.0 정도)가 일어났다 추정한다. 하지만 관측한 쓰나미를 바탕으로 추정한 파원역의 관측 정밀도가 낮아 정확한 진원을 찾기가 어렵고, 여진 분포를 통한 진원역 분석과는 차이가 꽤 난다는 비판도 있다.
단층 파괴가 시작된 진원은 1944년 도난카이 지진의 진원과 인접해 있고 이 진원에서 난카이 지진은 서쪽으로, 도난카이 지진은 동쪽으로 단층이 파괴되어 간 것으로 추정된다.

### 여진
쇼와 난카이 지진의 최대여진은 본진 약 1년 5개월 후인 1948년 4월 18일 와카야마현 남부 해역에서 일어난 규모 M7.0의 지진이다. 최대여진으로 효고현 스모토시, 와카야마현 구시모토정, 도쿠시마현 도쿠시마시에서 최대진도 4의 진동을 느꼈다.

## 전조 현상

### 전진
본진 약 2시간 전인 12월 21일 2시 8분 시오노미사키곶 해역을 진원으로 하는 규모 M6 가량의 지진이 있었다는 기록이 있어 이 지진이 쇼와 난카이 지진의 전진으로 추정되었다. 하지만 일본 기상청의 지진조사원부 감사 결과 본진 하루 뒤인 12월 22일 2시 8분에 일어난 지진의 기상관측원의 실수로 12월 21일에 중복 기재한 것이 밝혀졌다. 결국 쇼와 난카이 지진의 전진은 없다는 것으로 결론내렸다.

### 지진 평온화 현상
기무라 쇼조(木村昌三)는 1926년부터 1959년까지 지진 기록 재조사 결과 시코쿠, 와카야마현, 다바야마 지역에서 지진 활동이 줄어드는 것을 보였다며 이 가운데 시코쿠 서부는 제2차 세계 대전 시기 전시체제 하에 관측 활동이 제한되거나 미비, 중단된 것이 원인이라 말했다. 하지만 이후 연구에선 전시 체제 하 관측 활동 감소를 감안하더라도 실제로 지진 활동이 줄어든 것일 수도 있다고 발표했다.

### 전조 지각변동
1944년 쇼와 도난카이 지진이 일어난 전후 시즈오카현 가케가와시 인근에서 시행하던 수준 측량에서 지진 이틀 전부터 전조 지각변동 현상이 일어나는 것을 관측했다. 이와 마찬가지로 쇼와 난카이 지진때에도 고치현 토사시미즈가 지진이 일어나기 하루 전부터 융기하기 시작한 것으로 추정되나 종전 직후의 혼란기로 관측을 지속적으로 하지 못하는 등 데이터가 부족하여 전조 지각변동이 있었는지 여부는 단정지을 수 없다는 것이 중론이다.

### 조수 높이 변동
본진 직전에는 고치현 스사키시 스사키만, 우사정 우사만 항구에 정박한 어선이 접안이 불가능할 정도로 해수면이 낮아졌다는 증언이 있으며 1개월 전부터 지진 발생 전날까지 0.3m 정도 융기했을 것이라 추정한다. 모리미쓰 교수는 조수 높이 변화량이 3.5m라 추정하고 있으나 이 정도의 조수 변화를 설명할 수 있는 이론은 아직까지 나오지 않았다. 한편 지진 직전 우라도만에 개펄이 펼쳐져 있었다거나 지진 1주일 전부터 지하수 수위가 저하되는 등 지각변동을 보여주는 기록도 있으며 데이터는 충분하지 않으나 간노우라, 고치, 구레, 스쿠모 등 지진이 찾아온 지역의 장기 수준 측량 결과 지진 전후 급격한 융기와 같은 지각변동을 보여주었다. 반면 해수면 변동의 원인이 해일 때문이라는 주장을 하는 연구자도 있다.

### 우물 수위 변동
일부 우물에선 본진이 일어나기 일주일 전부터 수위가 낮아졌다거나, 지진 당일엔 우물에 안개가 끼어 있었다는 증언이 있다. 반면 우물엔 아무런 변화가 없었다는 증언도 있다.

## 지진 이후 지각변동
무로토 및 기이반도 남쪽 지역이 융기하며 그에 대한 영향으로 시오노미사키곶이 0.7m, 무로토미사키곶이 1.27m, 아시즈리미사키곶이 0.6m 융기하였으며 스자키, 간노우라는 1m 침강하였다. 고치 인근 평야 15km2이 해수면 아래로 내려가 침강하여 물이 다 빠질때까지 보름이 걸렸다. 야마구치현 미네시에선 아키요시다이 산기슭의 고토천을 따라 저지대 지역에 지름 1-11m, 깊이 1-5m의 돌리네가 150개 생겼다. 또한 지진 후 도고 온천은 38일간 물이 용출되지 않았고 난카이시라하마 온천도 비슷하게 일시적으로 물이 나오질 않았다.

## 피해
다른 시대에 일어난 난카이 지진과 비교했을 때 피해 규모는 작았을 것으로 추정된다. 서일본과 중부 지방을 중심으로 피해가 일어났으며 고치현, 도쿠시마현, 와카야마현을 중심으로 사망자 1,330명, 실종자 113명의 인적 피해를 입었으며 건물 11,591채 완전 붕괴, 23,487채 반파, 1,451채가 유실, 2,598채가 화재로 소실되는 피해를 입었다. 또한 시즈오카현에서 규슈에 달하는 지역에 쓰나미가 덮쳤으며 고치현, 미에현, 도쿠시마현 연안엔 최대 4-6m의 쓰나미가 덮쳤다.
| 도도부현 | 사망자 | 부상자 | 실종자 | 완전붕괴 | 반파   | 유실  | 침수   | 소실  | 주요 피해 지역                |
| --- | ------ | ------ | ------ | -------- | ------ | ----- | ------ | ----- | ----------------------------- |
| 나가노현 |        |        |        | 2        | 4      |       |        |       |                               |
| 기후현 | 13     | 42     |        | 547      | 751    |       |        | 1     | 오가키시                      |
| 시즈오카현 |        | 2      |        |          |        |       | 296    |       |                               |
| 아이치현 | 10     | 19     |        | 175      | 198    |       |        | 1     | 이치노미야시                  |
| 미에현 | 71     | 35     |        | 136      | 110    | 23    | 1,435  |       |                               |
| 시가현 | 3      | 1      |        | 8        | 2      |       |        |       | 카타타                        |
| 오사카부 | 32     | 46     |        | 261      | 217    | 552   | 7,080  |       | 시조나와테시, 기시와다시      |
| 효고현 | 49     | 59     |        | 640      | 602    |       | 786    | 3     | 아와지섬                      |
| 나라현 |        | 6      |        | 36       | 20     |       |        |       | 다와라모토정                  |
| 와카야마현 | 187    | 846    | 74     | 964      | 2,427  | 386   | 11,815 | 2,399 | 신구시                        |
| 돗토리현 | 2      | 3      |        | 22       | 13     |       |        |       | 유미가하마                    |
| 시마네현 | 9      | 14     |        | 139      | 308    |       |        |       | 이즈모키쓰키                  |
| 오카야마현 | 51     | 187    |        | 1,092    | 3,757  |       |        |       | 고지마만 등 간척지            |
| 히로시마현 |        | 3      |        | 49       | 74     |       |        | 1     | 후쿠야마시 등 간척지          |
| 야마구치현 |        |        |        | 2        |        |       |        |       |                               |
| 도쿠시마현 | 181    | 217    | 19     | 1,329    | 1,138  | 582   | 4,578  |       | 고마쓰시마시 등               |
| 가가와현 | 52     | 273    |        | 608      | 2,409  |       |        | 1     | 사카이데시, 다카마쓰시 매립지 |
| 에히메현 | 26     | 32     |        | 586      | 831    |       | 330    |       | 군주                          |
| 고치현 | 670    | 836    | 9      | 4,865    | 9,073  | 566   | 5,608  | 196   | 고치시 게치, 나카무라시       |
| 후쿠오카현 |        |        |        | 6        | 6      |       |        |       |                               |
| 사가현 |        |        |        | 5        | 5      |       |        |       |                               |
| 나가사키현 |        |        |        |          | 2      |       |        |       |                               |
| 구마모토현 | 2      | 1      |        | 9        | 6      |       |        |       |                               |
| 오이타현 | 4      | 9      |        | 25       | 16     |       |        |       | 쓰루자키                      |
| 미야자키현 |        | 1      |        |          | 3      |       | 1,165  |       |                               |
| 총 합 | 1,362  | 2,632  | 102    | 11,506   | 21,972 | 2,109 | 33,093 | 2,602 |                               |
| 인적 피해/물적 피해의 수치는 문헌마다 다르다. 완전붕괴와 반파된 건물은 지진 피해와 쓰나미의 피해를 구분하지 않았다. |        |        |        |          |        |       |        |       |                               |

고치시는 제2차 세계 대전의 공습 피해를 입고 막 복구하던 곳에 다시 피해를 입었다. 고치시 대부분의 건물이 붕괴되었으며 동부 게치 지역에서 지진 피해가 매우 컸다. 고치현 스사키시는 사망자 및 실종자 61명, 건물 완전 붕괴 198채의 피해를 입었다. 이리노(현 구로시오정)은 가옥붕괴율이 70%에 달한 곳도 있었다. 나카무라시는 시만토강을 지나는 철교 상판 9판 중 6판이 붕괴되었다. 나카무라시 시내에서 지진 피해가 가장 심한 곳은 가옥붕괴율이 80%에 달했는데 이곳은 안세이 난카이 지진 및 호에이 지진 때에도 지진 피해가 가장 컸던 곳이었다.
가가와현 다카마쓰시는 사망자 52명, 부상자 273명, 건물 완전 붕괴 608채, 반파 2,409채의 피해를 입었다. 와카야마현에선 사망자 및 실종자 269명, 부상자 562명, 건물 완전 붕괴 969채, 유실 325채, 소실 2,399채의 피해를 입었다. 특히 신구시에선 지진 직후 화재가 일어나 16시간 동안 시내를 태우는 대형 화재로 진화하여 소실 2,398채, 완전 붕괴 600채, 반파 1,408채의 피해를 입었다.
오사카부와 효고현에서도 붕괴한 가옥이 수 채 있었는데, 피해 거의 대부분은 내진 설계가 미흡한 노후주택이었다.
오카야마현에선 남부의 고지마만 및 가사오카 등의 간척지에서 지진 진동에 따른 액상화현상 피해가 컸고 건물 다수가 붕괴되는 피해를 입었다. 고지마만 인근 후지토와 오쿠군 등 간척지 지역은 안세이 난카이 지진과 호에이 지진 당시에도 가옥이 붕괴하거나 액상화 현상으로 논밭이 침수되는 피해가 있었다.
도카이 지역에서도 붕괴한 주택이 있으며, 돗토리현에선 사카이미나토항, 유미가하라반도 지역의 마을 피해가 컸으며 시마네현에서는 이즈모 대사 등 시마네반도 해역 연약지반의 피해가 컸다.

### 쓰나미 피해

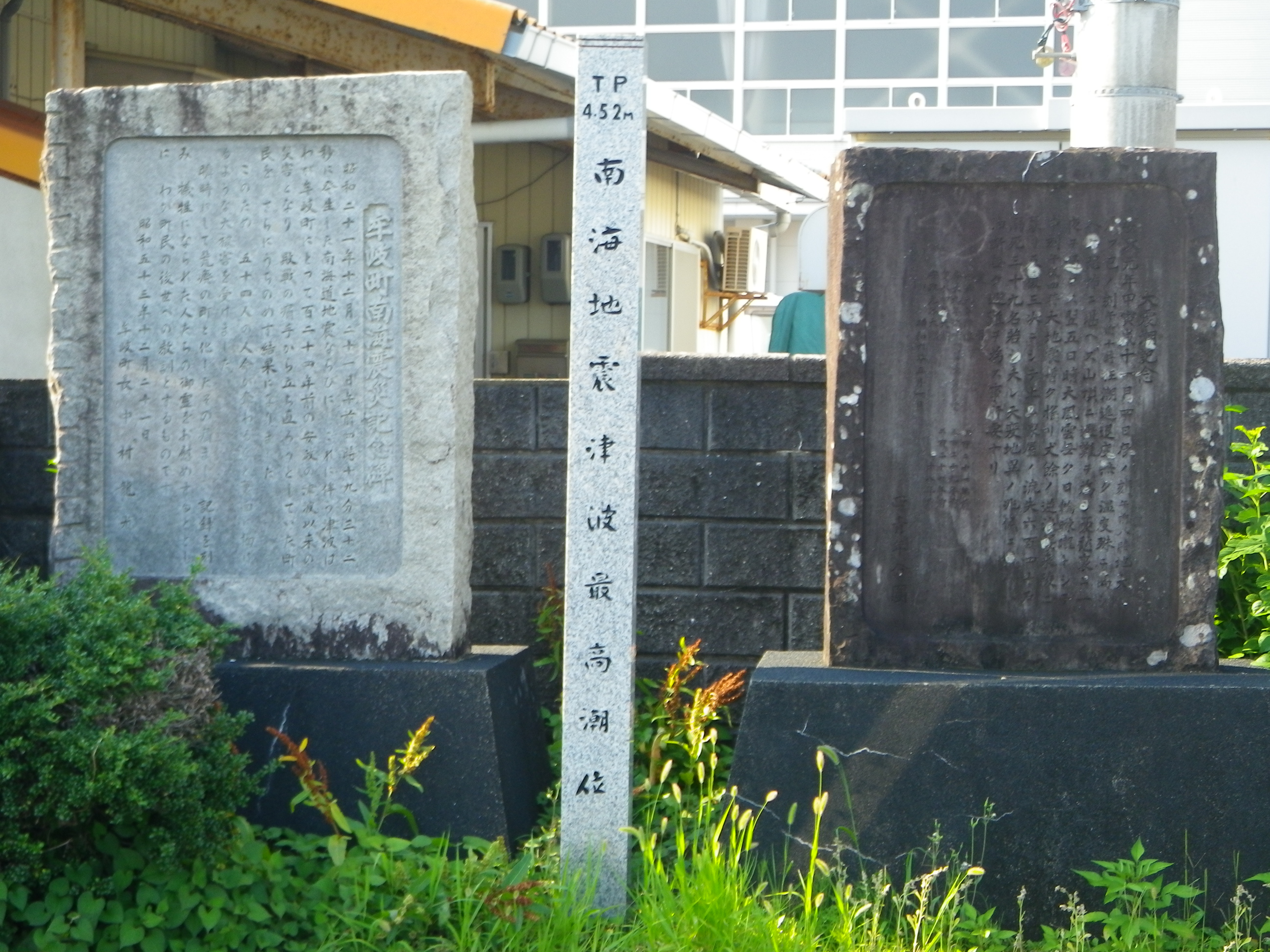
일본 도쿠시마현 무기정의 쇼와 난카이 지진 기념비(왼쪽)과 안세이 난카이 지진 기념비(오른쪽). 가운데에는 쇼와 난카이 지진 당시 최고 쓰나미 높이였던 4.53 m를 표시한 막대가 있다.

쓰나미의 파원역은 난카이 해곡을 따라 250km 길이로 해저 지형이 융기하여 지진 해일이 일어났으며, 기이 수도 연안에 2-4m, 분고 수도 연안에 1-1.5m의 쓰나미가 덮쳤으며 1m 이상의 쓰나미가 덮친 곳은 보소반도에서 규슈까지의 광범위한 지역이었다. 또한 하와이와 미국 캘리포니아주, 페루 연안에도 쓰나미가 도달한 기록이 있다. 구시모토정에선 최대 6.57m의 쓰나미가 덮쳤으며, 미에현 가타촌에선 3.59m, 도쿠시마현 아사카와촌에선 4.88m, 도사만에선 5.2m를 기록하였다. 구시모토정은 지진이 일어난 지 약 10분 후 2.5-5.5m의 제1파가 덮쳤으며 미에현 가타만은 약 20분 후, 이즈반도 남부 지역과 도쿠시마현은 약 40분 후에 덮쳤다.
쓰나미의 높이는 안세이 난카이 지진과 호에이 지진때보단 낮았지만 큰 피해를 가져왔다. 지진 후 쓰나미 제1파는 안세이나 호에이 때보다 더 빨리 덮쳤다. 지진이 일어난지 채 10분도 되지 않아 해일이 내습하여 대피할 시간이 부족하였다. 스사키시 및 도사시우사 등 연안 지역엔 쓰나미에 밀려온 배가 육지 위로 올라왔으며 오사카항은 지진 2시간 후에 80cm의 쓰나미가 도달하여 해수면이 상승하였다. 내륙 해안도시에도 쓰나미가 덮쳐, 사카이시 1.5m, 구레, 카사오카, 스모토, 우베에선 1m의 쓰나미를 관측하였다. 기이 수도와 분고 수도 안으로 들어간 쓰나미는 약 3시간 후 히우치나다에서 모여 파고가 커졌다. 내륙 해안도시의 쓰나미는 급격한 해수면 변동이 없었으며 폭풍 해일과 같은 변화로 마을에 큰 홍수는 입지 않았으나 곳곳에서 급격한 조류를 관측하였다. 사카이, 시모쓰, 우와지마에서의 험조소 관측 기록에선 쓰나미 초기 파형은 끌어당기는 파도였다.

## 같이 보기
- 난카이 해곡 거대지진
- 해구형지진

## 참고 문헌
- (일본어) 昭和21年南海大地震調査報告 - 일본 해상보안청
- (일본어) 昭和南海地震前に井水異常が報告された地点での地下水観測[깨진 링크(과거 내용 찾기)]
- (일본어) 1946年南海地震で発生した地震波と地殻変動